# Burgstall Schlosshänge
Der Burgstall Schlosshänge befindet sich nordöstlich der Stadt Wörth an der Donau im oberpfälzischen Landkreis Regensburg von Bayern. Die Anlage wird als Bodendenkmal unter der Aktennummer D-3-6940-0033 im Bayernatlas als „mittelalterlicher Burgstall“ geführt.

## Beschreibung
Der Burgstall Schlosshänge befindet sich auf dem Waxenberg, 5,8 km nordöstlich von Wörth an der Donau. 600 m weiter nordöstlich liegt die Wüstung Waxenberg (Aktennummer D-3-6940-0125  im Bayernatlas). Die Anlage befindet sich in Spornlage, wobei im Westen 30 m unterhalb des Burgstalls der Waxenberger Bach fließt, der nach 400 m in den Kleinen Perlbach mündet.